# Guillaume Henri Dufour
Guillaume Henri Dufour (Konstanz, 15. rujna 1787. – Ženeva, 14. srpnja 1875.) bio je general Švicarske vojske, građevinski inženjer, kartograf, političar i jedan od utemeljitelja Crvenog križa.

## Životopis
Dufour je rođen 1787. godine u Konstanzi gdje su njegovi roditelji, Bénédict i Pernette, izbjegli nakon revolucionarnih nemira u Ženevi 1782. godine. 1789. godine obitelj se vraća u Ženevu. Od 1807. do 1809. studira na École polytechnique u Parizu, a zatim na tehničkoj školi u Metzu. Od 1811. godine služi u francuskoj carskoj vojsci i sudjeluje u Napoleonskim ratovima.
Nakon što se Ženeva pridružila kao kanton Švicarskoj Konfederaciji, Dufour se vraća u Ženevu gdje djeluje kao građevinski inžinjer projektirajući više visećih mostova, radeći na uređenju gradske obale i upravljajući stvaranjem kantonalnog katastra.

### Vojna karijera u Švicarskoj
1817. godine pridružuje se švicarskoj Saveznoj vojsci gdje će 1820. postati potpukovnik, a 1829. pukovnik. Sudjeluje u osnivanju, a kasnije i podučavanju na Središnjoj saveznoj vojnoj školi u Thunu gdje mu je učenik bio i Luj Napoleon Bonaparte, kasnije car Napoleon III. 1832. godine imenovan je glavnim zapovjednikom Švicarske vojske, najvažnijim časnikom u mirnodopskom vremenu. U tom svojstvu sudjeluje na zasjedanjima Saveznog sabora. Između ostalih povjerenu su mu zadaće da pripremi vojsku u slučaju novog europskog sukoba, da pripremi obranu Ženeve u slučaju francuske invazije i da vojnom intervencijom smiri sukobe između ženevskih konzervativaca i liberala.
21. listopada 1847. Savezni sabor imenuje ga generalom sa zadaćom da zapovijeda saveznom vojskom liberalnih kantona tijekom Švicarskog građanskog rata. Zahvaljujući uspješnim strateškim potezima, uz minimalne žrtve, u tri tjedna uspio je natjerati konzervativne kantone Sonderbunda na kapitulaciju. Svojim postrojbama naredio je poštivanje strogih humanitarnih pravila. Nastojao je izbjeći pokušaje pojedinaca da građanski rat pretvore i u vjerski rat zabranjujući napade saveznih vojnika na katoličke ustanove. Tražio je da se i ranjenici neprijateljske strane također primjereno zbrinu, da ratni zarobljenici ne budu podvrgnuti zlostavljanju već da im se nakon predaje oružja i zakletve da neće nastaviti rat dopusti povratak u njihov dom.
| Vojnici, valja nam na kraju ove borbe biti ne samo pobjednicima, već i besprijekornima. Neka mogu reći o vama: Hrabro su se borili kada je trebalo, ali su se i pokazali humanima i plemenitima. Stavljam, stoga, pod vašu zaštitu djecu, žene, starce i vjerske službenike. Onaj koji podigne ruku na bezopasnu osobu obeščašćuje se i kalja svoju zastavu. Zarobljenici, i prije svega ranjenici, zaslužuju vaš obzir i sućut budući da ste često s njima bili na istim bojnim poljima.— Govor G.H. Dufoura vojnicima (5. studenog 1847.) |

Tijekom revolucionarnih nemira u Velikom Vojvodstvu Baden imenovan je glavnim zapovjednikom vojske u slučaju širenja nemira na švicarski teritorij. 
Nakon što su monarhisti pokušali ponovno preuzeti vlast u kantonu Neuchâtel 1856. godine pruski kralj Fridrik Vilim IV., uslijed neuspjelih pregovora i želeći povratak kantona pod prusku krunu, prekida diplomatske odnose s Švicarskom i naređuje mobilizaciju pruske vojske. 27. prosinca 1856. Guillaume Henri Dufour izabran je drugi put za generala te organizira obranu sjevera Švicarske u blizini rijeke Rajne. Na koncu, pruski kralj na zamolbu Napoleona III., francuskog cara i prijatelja generala Dufoura, odustaje od upada na švicarski teritorij.

### Civilne zasluge
Dufour je 17. veljače 1863. pozvan na sastanak petorice suradnika koji će osnovati Međunarodni odbor za pomoć ranjenicima koji će postati organizacija Crveni križ. U svega nekoliko mjeseci organizirana je prva međunarodna konferencija koja će postići veliki uspjeh kada je 1864. godine 12 država pristalo na potpisivanje Ženevskih konvencija. Dufour je imenovan predsjednikom konferencije. Njegov odnos prema civilima, zarobljenicima i ranjenicima tijekom Sonderbundskog rata postali su primjerima novih humanitarnih pravila ratovanja.
Počevši 1832. godine Dufour predvodi veliki projekt topografskih mjerenja i izrade prvog preciznog zemljovida Švicarske u mjerilu 1 : 100 000. Zemljovid će biti dovršen 1864. godine. Godinu prije, Savezno vijeće odlučit će imenovati najviši švicarski planinski vrh po Dufouru, Dufourspitze (4634 m).

### Smrt
Guillaume Henri Dufour umro je u ženevskoj četvrti Eaux-Vives 14. srpnja 1875. Sahranjen je dva dana kasnije na Groblju Kraljeva (fra. Cimetière des Rois) u središtu Ženeve.